# Caldelas (Amares)
Caldelas é uma vila portuguesa que foi sede da extinta Freguesia de Caldelas do Município de Amares, freguesia que tinha 4,13 km² de área e 872 habitantes (2011), tendo, assim, uma densidade populacional de 211,1 hab/km².
A Freguesia de Caldelas foi extinta (agregada) em 2013, no âmbito de uma reforma administrativa nacional, tendo sido agregada às freguesias de Sequeiros e Paranhos, para formar uma nova freguesia denominada União das Freguesias de Caldelas, Sequeiros e Paranhos.
Por sua vez, a povoação de Caldelas foi elevada à categoria de vila em 1993.

## População
| População da freguesia de Caldelas (1864 – 2011) | População da freguesia de Caldelas (1864 – 2011) | População da freguesia de Caldelas (1864 – 2011) | População da freguesia de Caldelas (1864 – 2011) | População da freguesia de Caldelas (1864 – 2011) | População da freguesia de Caldelas (1864 – 2011) | População da freguesia de Caldelas (1864 – 2011) | População da freguesia de Caldelas (1864 – 2011) | População da freguesia de Caldelas (1864 – 2011) | População da freguesia de Caldelas (1864 – 2011) | População da freguesia de Caldelas (1864 – 2011) | População da freguesia de Caldelas (1864 – 2011) | População da freguesia de Caldelas (1864 – 2011) | População da freguesia de Caldelas (1864 – 2011) | População da freguesia de Caldelas (1864 – 2011) |
| ------------------------------------------------ | ------------------------------------------------ | ------------------------------------------------ | ------------------------------------------------ | ------------------------------------------------ | ------------------------------------------------ | ------------------------------------------------ | ------------------------------------------------ | ------------------------------------------------ | ------------------------------------------------ | ------------------------------------------------ | ------------------------------------------------ | ------------------------------------------------ | ------------------------------------------------ | ------------------------------------------------ |
| 1864                                             | 1878                                             | 1890                                             | 1900                                             | 1911                                             | 1920                                             | 1930                                             | 1940                                             | 1950                                             | 1960                                             | 1970                                             | 1981                                             | 1991                                             | 2001                                             | 2011                                             |
| 701                                              | 653                                              | 692                                              | 740                                              | 811                                              | 911                                              | 982                                              | 1 049                                            | 1 191                                            | 1 182                                            | 1 080                                            | 1 130                                            | 1 065                                            | 1 013                                            | 872                                              |

## História
Integrava o concelho de Entre Homem e Cávado, extinto em 31 de Dezembro de 1853, data em que passou para o concelho de Amares.

## Localização
A vila de Caldelas fica localizada no ”Coração do Minho”, no Município de Amares, a cerca de 15 km a norte da cidade de Braga. As suas principais ofertas são a gastronomia, a beleza e a calma das suas Termas e a hospitalidade e gosto de receber das suas gentes. Conta também com a sua proximidade do Parque Nacional da Peneda-Gerês, que fica a 30 km da localidade.

## Termas
As Termas de Caldelas são conhecidas desde o tempo dos romanos pelas suas extraordinárias qualidades para o aparelho digestivo (especialmente intestino), recebendo a Vila milhares de aquistas anualmente entre os meses de Maio e Outubro.
Para lá deste facto, a sua localização estratégica, no centro do Minho, na zona de transição do Alto para o Baixo Minho, e o facto de possuir excelentes ofertas de  Hoteleira e Restauração, permite-lhe ser a base de apoio ideal para quem pretender conhecer o Minho. Caldelas fica, por exemplo, aproximadamente à mesma distância, a cerca de 30 km, de Barcelos, Guimarães, Ponte de Lima, Ponte da Barca e a cerca de 45 km do Porto, Viana do Castelo ou Monção.

## Caldelenses ilustres
O cozinheiro português António Silva (Chefe Silva) é natural de Caldelas.

## Património
- Igreja Paroquial de São Tiago de Caldelas;
- Capela de Santo Ovídio;
- Ermida de São Pedro;
- Ponte de Rodas;
- Elevador do Grande Hotel da Bela Vista.